# Charlie Shotwell
Charlie Shotwell (* 17. Juli 2007 in Madison, Wisconsin) ist ein US-amerikanischer Schauspieler und Kinderdarsteller, der bereits mit sechs Jahren vor der Kamera stand.

## Leben und Karriere
Shotwell wurde in Madison im US-Bundesstaat Wisconsin geboren. Er hat drei Geschwister, die ebenfalls als Schauspieler tätig sind: die Brüder Jimmy und Henry Shotwell sowie die Stiefschwester Shree Crooks, Tochter von Greg Crooks. Sie spielten zusammen in der Pilotfolge von Staged Dad und im Kurzfilm Whiskey Pete.
Sein Schauspieldebüt hatte Shotwell im Jahr 2014 – im Alter von sechs Jahren – in einer Folge der Fernsehserie The United Colors of Amani. 2015 war er in Dito Montiels Kriegsdrama Man Down zu sehen, in dem er den Sohn von den von Shia LaBeouf und Kate Maras verkörperten Eltern spielte.
In der Komödie Captain Fantastic – Einmal Wildnis und zurück spielte er unter der Regie von Matt Ross das jüngste Kind einer linken Philosophenfamilie. 2017 verkörperte Shotwell den jungen Brian Walls in dem Drama Schloss aus Glas von Destin Daniel Cretton. Später trat er in dem romantischen Drama My Days of Mercy von Tali Shalom Ezer auf und hatte eine Gastrolle in der Folge Lily’s Law der Fernsehserie Chicago Justice. Weitere Bekanntheit erlangte Shotwell im Jahr 2017, als er den jungen John Paul Getty III im Ridley-Scott-Thriller Alles Geld der Welt spielte. 2018 war er als englischer Sträfling in The Nightingale – Schrei nach Rache zu sehen.
Im Jahr 2019 spielte Shotwell die Titelrolle in dem Horrorfilm Eli, bei dem Ciarán Foy Regie führte, und er spielte Joseph in der Komödie Troop Zero, die von Pfadfinderinnen in den 1970er Jahren handelt. 2020 trat er als Benjamin O’Hara in Sean Durkins Thriller The Nest – Alles zu haben ist nie genug auf und war im Podcast Borrasca von QCODE sowie in der Pilotfolge von Staged Dad auf YouTube zu sehen.
In dem Coming-of-Age-Film Das Versteck (John and the Hole) spielte er 2021 die Titelfigur John; bei dem Film führte Pascual Sisto Regie und Nicolás Giacobone schrieb das Drehbuch. Peter Debruge kommentierte Shotwells Leistung in Variety mit den Worten: "Der Kinderdarsteller [...] geht tief in ein gruseliges Familienporträt [ein] bemerkenswertes neues Talent Pascual Sistos Spielfilmdebüt bietet einen beunruhigenden Blick auf ein Kind, dem etwas fehlt, wo sein Gewissen sein sollte." Ebenfalls im Jahr 2021 spielt er Hurley im Horrorfilm The Manson Brothers Midnight Zombie Massacre von Max Martini.
Im Februar 2022 trat Shotwell in dem auf YouTube veröffentlichten Kurzfilm Whiskey Pete auf, bei dem Stefan Colson Regie führte. Ebenfalls im Jahr 2022 spielte Shotwell den jungen Michael Morbius in dem Superheldenfilm Morbius und Jules Brennen in Chorus, einem Kurzfilm von Daniel J. Egbert. Zuletzt war er in den Kurzfilmen Bagged und M.I.A. zu sehen.
Im deutschen Sprachraum wurde Shotwell, der privat Piano spielt, unter anderem von Leo Nicolas Douglas, Louis Eitner, Carlos Fanselow, Derya Flechtner (Akyol), Freddy Antoine Gerberon und Jaron Müller-Schuch synchronisiert.

## Nominierungen
Shotwell war im Jahr 2017 dreimal für seine Darstellung in Captain Fantastic – Einmal Wildnis und zurück nominiert: bei den CinEuphoria Awards in der Kategorie „Best Ensemble – International Competition“, bei den Screen Actors Guild Awards in der Kategorie „Outstanding Performance by a Cast in a Motion Picture“ und bei den Young Artist Awards in der Kategorie „Best Performance in a Feature Film – Supporting Young Actor“.
Bei den Film Critics Society Awards 2021 in Las Vegas war er für den Sierra Award in der Kategorie „Youth in Film – Male“ für seine Darstellung in Das Versteck nominiert und beim GI Film Festival 2023 in San Diego war er als „Bester Schauspieler“ für Chorus nominiert.

## Filmografie (Auswahl)
- 2014: The United Colors of Amani (Fernsehserie)
- 2015: The Comedians (Fernsehserie)
- 2015: Man Down
- 2016: Captain Fantastic – Einmal Wildnis und zurück
- 2016: Still Single (Fernsehfilm)
- 2016: Dr. Del (Fernsehfilm)
- 2017: Chicago Justice (Fernsehserie)
- 2017: Schloss aus Glas
- 2017: My Days of Mercy
- 2017: Alles Geld der Welt
- 2018: The Nightingale – Schrei nach Rache
- 2019: Troop Zero
- 2019: Eli
- 2020: The Nest – Alles zu haben ist nie genug
- 2020: Staged Dad (Fernsehserie)
- 2020: Borrasca (Podcast)
- 2021: Das Versteck
- 2021: The Manson Brothers Midnight Zombie Massacre
- 2022: Whiskey Pete (Kurzfilm)
- 2022: Morbius
- 2022: Chorus (Kurzfilm)
- 2023: Bagged (Kurzfilm)
- 2024: M.I.A. (Kurzfilm)